# Teziutlán kommun
Teziutlán är en kommun i Mexiko.   Den ligger i delstaten Puebla, i den sydöstra delen av landet, 190 km öster om huvudstaden Mexico City.
Följande samhällen finns i Teziutlán:
- Teziutlán
- Atoluca
- Xoloateno
- San Diego
- Ixticpan
- Cuaxoxpan
- Ixtahuiata
- Sección 23
- San Juan Tezongo
- Ixtlahuaca
- Huehueymico
- Maxtaco
- Coyopol
- San Pedro Xoloco
- Amila